# Мятлик аргунский
Мятлик аргунский (лат. Poa argunensis)  — вид травянистых растений рода Мятлик (Poa) семейства Злаки (Poaceae). По данным The Plant List на 2014 год, является синонимом действительного названия Poa attenuata Trin.

## Ботаническое описание
Многолетнее травянистое растение, образующее густую дерновину. Стебли высотой 10—45 см, серо — зеленые, жесткие, шероховатые. Листья короткие, жесткие, 0,5 — 1,5 мм шириной. Лигулы верхних листьев длиной 1 — 3 мм.
Соцветие  — короткая сжатая метёлка; веточки метёлки покрыты острыми шипиками. Колоски длиной 3—4,5 мм длиной с голой осью. Нижние цветковые чешуи в нижней части по килю и жилкам опушённые. Пучок волосков на каллусе плохо развит либо совсем отсутствует. Факультативный перекёстник. Цветёт и плодоносит с июня по июль.
Описан из Восточной Сибири (долина Сухой Урулянгуй).

## Экология и распространение
Обитает в песчаных степях, на остепненных каменистых и щебнистых склонах.
Ареал: Южная Сибирь.

## Хозяйственное значение
Является ценным кормовым растением. Пригоден для закрепления почв и создания газонов. Считается перспективным видом для выведения сортов кормовых растений с целью создания долголетних пастбищ.